# Dayukidul
Dayukidul is een bestuurslaag in het regentschap Bojonegoro van de provincie Oost-Java, Indonesië. Dayukidul telt 1945 inwoners (volkstelling 2010).